# Autostrada A62 (Algeria)
L'autostrada A62, chiamata anche raccordo di Orano (in francese: Pénétrante de Oran), è un'autostrada dell'Algeria che a collega la città di Orano all'autostrada A1.

## Tabella percorso
| A62 - Raccordo di Orano | |      |      |           |
| Tipo                    | Indicazione | ↓km↓ | ↑km↑ | Provincia |
|                         | A1 Autostrada dell'Ovest (svincolo 61)                                                                                  | 0,0  | ..   | Mascara   |
|                         | Barriera in costruzione                                                                                                 | ..   | ..   | Mascara   |
|                         | Zahana | ..   | ..   | Mascara   |
|                         | Oued Tlelat Strada nazionale 13                                                                                         | ..   | ..   | Orano     |
|                         | Oued Tlelat Est (solo dir. Orano)                                                                                       | ..   | ..   | Orano     |
|                         | Renault Production Algeria                                                                                              | ..   | ..   | Orano     |
|                         | El Hamoul Strada nazionale 108                                                                                          | ..   | ..   | Orano     |
|                         | Tangenziale Esterna (5a)                                                                                                | ..   | ..   | Orano     |
|                         | Area di servizio in costruzione                                                                                         | ..   | ..   | Orano     |
|                         | El Kerma | ..   | ..   | Orano     |
|                         | El Kerma Aeroporto di Orano-Ahmed Benbella                                                                              | ..   | ..   | Orano     |
|                         | Nedjma - Zona Ind. di Es Senia                                                                                          | ..   | ..   | Orano     |
|                         | Tangenziale di Orano (4a)                                                                                               | ..   | ..   | Orano     |
|                         | CW33 - CW35 | ..   | ..   | Orano     |
|                         | fine autostrada in esercizio Strada nazionale 4 (3a Circonvallazione di Orano) Rue Foudil Dekkar per Orano centro città | 34,0 | ..   | Orano     |